# Greenville (Texas)
Greenville è un comune (city) degli Stati Uniti d'America e capoluogo della contea di Hunt nello Stato del Texas. La popolazione era di 25.557 abitanti al censimento del 2010. Situata nel Texas settentrionale, si trova circa 50 miglia da Dallas.

## Geografia fisica
Greenville è situata a 33°07′34″N 96°06′35″W (33.126004, −96.109703).
Secondo lo United States Census Bureau, la città ha una superficie totale di 86,65 km², dei quali 84,51 km² di territorio e 2,13 km² di acque interne (2,46% del totale).
Greenville è situata nel cuore delle Texas Blackland Prairies, 45 minuti a nord-est di Dallas e a circa 50 minuti a sud del confine tra Texas e Oklahoma, all'estremità orientale della Dallas-Fort Worth Metroplex.

## Società

### Evoluzione demografica
Secondo il censimento del 2010, la popolazione era di 25.557 abitanti.

### Etnie e minoranze straniere
Secondo il censimento del 2010, la composizione etnica della città era formata dal 68,47% di bianchi, il 16,75% di afroamericani, lo 0,88% di nativi americani, l'1,07% di asiatici, lo 0,29% di oceanici, il 9,77% di altre razze, e il 2,76% di due o più etnie. Ispanici o latinos di qualunque razza erano il 22,43% della popolazione.